# Ciprazepam
Il ciprazepam è uno psicofarmaco della categoria delle benzodiazepine. Possiede proprietà ansiolitiche, anticonvulsanti, sedative, miorilassanti e amnestiche. Il ciprazepam è comunemente utilizzato per trattare i disturbi d'ansia, l'insonnia e gli spasmi muscolari.